# Graciela Paraskevaídis
Graciela Paraskevaídis (Buenos Aires, 1 de abril de 1940-Montevideo, 21 de febrero de 2017) fue una compositora, musicóloga y docente argentina nacionalizada uruguaya.

## Biografía
Nació en Buenos Aires y estudió composición en el Conservatorio Nacional de Música con Roberto García Morillo. Fue becaria del extinto Centro Latinoamericano de Altos Estudios Musicales (CLAEM) perteneciente al Instituto Torcuato Di Tella, donde fue alumna de Iannis Xenakis y Gerardo Gandini (1965-66), y del Servicio Alemán de Intercambio Académico (Deutscher Akademischer Austauschdienst) con Wolfgang Fortner como uno de sus docentes (1968-71). En 1975 se radicó en Uruguay. Se dedicó a la docencia privada y entre 1985 y 1992 ocupó un cargo docente en la Escuela Universitaria de Música de la Universidad de la República de Montevideo. Residió en Alemania como artista invitada en Berlín (Programa de Artistas en Residencia, 1984) y en Stuttgart (Akademie Schloss Solitude, 1998).
Sus composiciones han sido premiadas e interpretadas en varios países de América, Europa y Asia. Trabajos suyos han sido editados por sellos discográficos de Alemania, Bolivia, Brasil y Uruguay. Editó tres monográficos en el sello Tacuabé de Montevideo: Magma (nueve composiciones, 1996), Libres en el sonido (siete composiciones, 2003) y Contra la olvidación (nueve composiciones, 2012).
Escribió los libros La obra sinfónica de Eduardo Fabini (Ediciones Trilce, Montevideo, 1992) y Luis Campodónico, compositor (Tacuabé, Montevideo, 1999) además de numerosos ensayos sobre música contemporánea de América Latina. Tradujo Los signos de Schoenberg (Schoenbergs Zeichen) de Jean-Jacques Dünki (Monte Ávila, Caracas, 2005).
Colaboró con varias publicaciones como Pauta (México), Revista Musical Chilena, MusikTexte (Alemania), el diccionario Komponisten der Gegenwart. Fue coeditora de World New Music Magazine (anuario de la ISCM), entre 1990 y 2000, y fue corredactora responsable del sitio latinoamérica-música.
Entre 1975 y 1989 participó de la organización de los Cursos Latinoamericanos de Música Contemporánea (CLAMC). Fue integrante del Núcleo Música Nueva de Montevideo y de la Sociedad Uruguaya de Música Contemporánea.
Recibió varias distinciones, entre ellas la Medalla Goethe del Instituto Goethe de Múnich (1994) y el Premio Morosoli de Plata de Uruguay (2006). Asistió al Primer Simposio de Artistas e Intelectuales de origen griego en 1985, a invitación del gobierno de Grecia.

## Familia y legado
Su esposo fue el compositor y musicólogo uruguayo Coriún Aharonián, con quien tuvo una hija, de nombre Nairí.
En la segunda mitad de 2020 se formó la Fundación Aharonián-Paraskevaídis, presidida por Nairí, con todo el acervo musicológico de la pareja.

## Obra

### Composiciones
La mayoría de las composiciones de Paraskevaídis han sido para música de cámara, ejecuciones corales, vocales y para piano.
- Cuarteto de cuerdas (1961)
- Música para orquesta (1962)
- Cinco piezas para piano (1964)
- Parámetros (para piano, saxo contralto y percusión. 1965)
- Combinatoria II (para piano, trombón, percusión y cinta magnética. 1966)
- Magma I (para noneto de metales. 1966/1967)
- Con silencio vibrante (para clarinete y viola. 1967)
- Combinatoria II (para piano, trombón, percusión y cinta magnética. 2a. versión, 1968)
- Seis canciones españolas (para soprano y piano con textos de Miguel Hernández. 1968)
- Trío (para flauta, clarinete y fagot. 1969)
- Magma II (para cuatro trombones. 1968)
- Libertà va cercando... (para coro mixto a cappella, con textos de Dante Alighieri. 1969)
- Aphorismen (para dos actores, piano, percusión y cinta magnética, con textos de Karl Kraus. 1969)
- E desidero solo colori (para coro femenino a cappella, con textos de Cesare Pavese. 1969)
- Mellonta tauta (para acordeón. 1970)
- Schatten (para soprano y barítono, con textos de Karl Kraus. 1970)
- Die Hand voller Stunden (para nueve voces solistas, con textos de Paul Celan. 1970)
- Mozart (para actor y conjunto instrumental, con textos de cartas de Mozart. 1a. versión, 1970-72)
- Schattenreich (para cuarteto vocal a cappella, con textos de Hans Magnus Enzensberger. 1972)
- Mozart (2a. versión, en español. 1974)
- Magma III (para flauta, trombón, chelo y piano. 1974)
- Magma IV (para cuarteto de cuerdas. 1974)
- Huauqui (electroacústica. 1975)
- Magma V (para cuatro quenas. 1977)
- Todavía no (para tres flautas y tres clarinetes. 1979)
- Magma VI (para dos trompetas y dos trombones. 1979)
- Y... es como todo (para dos flautas, dos clarinetes, trompeta y corno. 1981)
- A entera revisación del público en general (electroacústica. 1978-1981)
- Tres poemas de Juan Gelman (para voz y piano: Fábricas del amor, Prego, Proposiciones. 1983)
- Un lado, otro lado (para piano. 1984)
- Más fuerza tiene (para clarinete. 1984)
- Magma VII (para catorce instrumentos de viento. 1984)
- El grito en el cielo (para coro mixto a cappella, sin texto. 1987)
- Dos piezas para pequeño conjunto (para oboe, clarinete, trompeta, claves y piano. 1989)
- Sendas (para flauta, oboe, clarinete, fagot, trompeta, corno, trombón y piano. 1992)
- El nervio de arnold (para guitarra. 1992)
- Algún sonido de la vida (para dos oboes. 1993)
- Nada (para soprano sola. 1993)
- Ta (para flauta, oboe, clarinete y piano. 1994)
- Otra vez (para piano. 1994)
- Pero están (2ª versión. 1997)
- No quiero oír ya más campanas (para catorce instrumentos de viento. 1995)
- Dos piezas para oboe y piano (I. ...pelo grito demente... II. ...como se ouvisse música.... 1995)
- En abril (para piano. 1996)
- Hacen así (para xilófono, wood block, gong y 4 pares de claves. 1996)
- Altibajos (para dos contrabajos. 1996)
- ...a hombros del ruiseñor (1997).
- Alter Duft (para clarinete, guitarra, mandolina, violín, viola y chelo. 1997)
- Libres en el sonido presos en el sonido (para flauta, clarinete, piano, violín y chelo. 1997)
- Discordia (para nueve voces a cappella. 1998)
- Contra la olvidación (piano. 1998)
- Solos (flauta en sol y guitarra. 1998)
- Piezas de bolsillo (cuatro percusionistas. 1999)
- Dos piezas para piano (2001)
- ...Il remoto silenzio (2002)
- Soy de un país donde (trompeta, corno, trombón y tuba. 2002)
- Aruaru (mediosoprano, clarinete, violín, chelo y piano. 2003)
- ¿Y si fuera cierto? (flauta contralto, corno inglés y piano. 2003)
- Y allá andará según se dice (pinkillos, tarkas, sikus, 2 wankaras, 1 par de claves. 2005)
- Tris (oboe, fagot, contrabajo. 2005)
- Ático (flautín y flauta dulce sopranino. 2006)
- Álibi (cuarteto de saxofones. 2008)
- Cada cual (piano a cuatro manos. 2010)
- ... bajo otros cielos... (aerófonos y percusiones altiplánicas. 2011)

### Discografía
- Magma (Tacuabé, T/E 26 CD,. 1995)
- Libres en el sonido (Tacuabé, T/E 40 CD, 2003)
- Contra la olvidación (Tacuabé, T/E 47 CD, 2012)